# 帝塚山駅
帝塚山駅（てづかやまえき）は、大阪府大阪市住吉区帝塚山西一丁目にある、南海電気鉄道高野線の駅。駅番号はNK51。
かつては学院前という副駅名がついていた。

## 歴史
- 1934年（昭和9年）12月26日：南海鉄道の岸ノ里（現・岸里玉出） - 住吉東間に新設。
- 1944年（昭和19年）6月1日：会社合併により近畿日本鉄道の駅となる。
- 1947年（昭和22年）6月1日：路線譲渡により南海電気鉄道の駅となる。
- 2012年（平成24年）4月1日：駅ナンバリングが導入され、使用を開始[1][2]。

## 駅構造
相対式ホーム2面2線を持つ地上駅である。ホーム有効長は6両。住宅地と道路に挟まれており、ホームの幅は非常に狭い。
各ホームの改札口は高野山寄りにある。改札はホームごとに独立しているため、入場後のホーム同士での移動はできない。
下り線側改札口は自動券売機がなく、切符は有人窓口で購入する。なお乗車駅証明書発行機が設置されているのでそれを利用し下車駅で清算も可能。
高野山方面のホームの出入口は一時期、簡易改札設置工事に伴い、現在とは正反対のなんば側に仮設された。現在は朝ラッシュ時のみ解放される学生専用出口改札になっている。

### のりば
| のりば | 路線   | 方向 | 行先       |
| ------ | ------ | ---- | ---------- |
| 1      | 高野線 | 下り | 高野山方面 |
| 2      | 高野線 | 上り | なんば方面 |

## 利用状況
2019年（令和元年）次の1日平均乗降人員は7,987人（乗降人員：3,891人、降車人員：4,096人）で、南海全100駅中37位である。

近年の1日平均乗降人員の推移は下表のとおり。
| 年次   | 1日平均 乗降人員 | 1日平均 乗車人員 | 順位 | 出典          |
| ------ | ---------------- | ---------------- | ---- | ------------- |
| 1990年 | 10,014           | 4,955            | -    | [ 大阪府 2 ]  |
| 1991年 | 9,728            | 4,775            | -    | [ 大阪府 3 ]  |
| 1992年 | 9,340            | 4,556            | -    | [ 大阪府 4 ]  |
| 1993年 | 9,310            | 4,547            | -    | [ 大阪府 5 ]  |
| 1994年 | 8,953            | 4,339            | -    | [ 大阪府 6 ]  |
| 1995年 | 8,983            | 4,358            | -    | [ 大阪府 7 ]  |
| 1996年 | 8,705            | 4,192            | -    | [ 大阪府 8 ]  |
| 1997年 | 6,877            | 3,173            | -    | [ 大阪府 9 ]  |
| 1998年 | 6,497            | 2,951            | -    | [ 大阪府 10 ] |
| 1999年 | 7,734            | 3,590            | -    | [ 大阪府 11 ] |
| 2000年 | 7,759            | 3,615            | -    | [ 大阪府 12 ] |
| 2001年 | 7,713            | 3,681            | -    | [ 大阪府 13 ] |
| 2002年 | 8,107            | 3,776            | -    | [ 大阪府 14 ] |
| 2003年 | 7,851            | 3,701            | -    | [ 大阪府 15 ] |
| 2004年 | 7,614            | 3,586            | 38位 | [ 大阪府 16 ] |
| 2005年 | 7,374            | 3,476            | 38位 | [ 大阪府 17 ] |
| 2006年 | 7,278            | 3,427            | -    | [ 大阪府 18 ] |
| 2007年 | 7,166            | 3,375            | -    | [ 大阪府 19 ] |
| 2008年 | 7,210            | 3,390            | -    | [ 大阪府 20 ] |
| 2009年 | 7,184            | 3,390            | -    | [ 大阪府 21 ] |
| 2010年 | 7,335            | 3,472            | -    | [ 大阪府 22 ] |
| 2011年 | 7,306            | 3,466            | 39位 | [ 大阪府 23 ] |
| 2012年 | 7,431            | 3,534            | -    | [ 大阪府 24 ] |
| 2013年 | 7,596            | 3,621            | 39位 | [ 大阪府 25 ] |
| 2014年 | 7,632            | 3,648            | 38位 | [ 大阪府 26 ] |
| 2015年 | 7,813            | 3,742            | 39位 | [ 大阪府 27 ] |
| 2016年 | 7,918            | 3,804            | 39位 | [ 大阪府 28 ] |
| 2017年 | 7,875            | 3,800            | 41位 | [ 大阪府 29 ] |
| 2018年 | 7,835            | 3,800            | 40位 | [ 大阪府 30 ] |
| 2019年 | 7,987            | 3,891            | 37位 | [ 大阪府 31 ] |

## 駅周辺

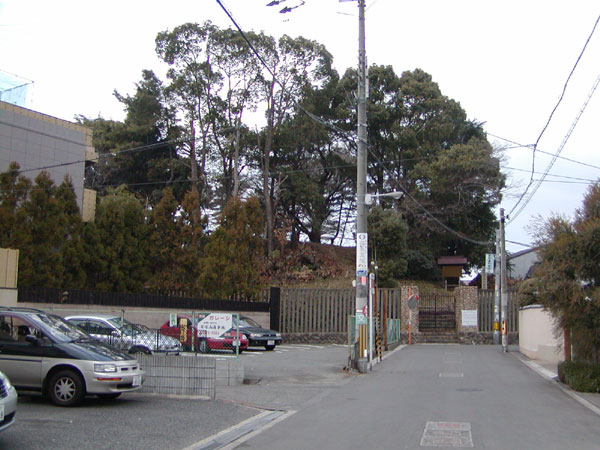
帝塚山古墳（2007年2月）

徒歩4分の距離に阪堺電気軌道上町線の帝塚山三丁目停留場があり、乗り換えることが出来る。
- 帝塚山住宅地
- 帝塚山学院（幼稚園・小学校・中学校・高等学校）
- 帝塚山古墳
- 万代池公園 - 春は池畔の桜が美しい。
- 住吉帝塚山郵便局
- 大阪急性期・総合医療センター
- 大阪シティバス3号系統・25号系統「帝塚山中一丁目停留所」（北約500メートル）

## 隣の駅
南海電気鉄道
 高野線
■快速急行・■急行・■区間急行・■準急
通過
■各停
岸里玉出駅 (NK06) - 帝塚山駅 (NK51) - 住吉東駅 (NK52)

#### 本文
1. ↑  “南海 駅ナンバリング 導入”. 鉄道コム (2012年2月27日). 2023年2月13日時点のオリジナルよりアーカイブ。2023年2月13日閲覧。
2. ↑  “南海電鉄全駅に「駅ナンバリング」を導入します”.   南海電鉄. 2021年10月28日時点のオリジナルよりアーカイブ。2023年2月13日閲覧。
3. ↑  “帝塚山駅 立体構内図”.   南海電気鉄道. 2023年6月11日閲覧。

#### 利用状況
1. ↑  ハンドブック南海2020 鉄道事業 (PDF)  - 南海電鉄
2. ↑  大阪府統計年鑑（平成3年） (PDF)
3. ↑  大阪府統計年鑑（平成4年） (PDF)
4. ↑  大阪府統計年鑑（平成5年） (PDF)
5. ↑  大阪府統計年鑑（平成6年） (PDF)
6. ↑  大阪府統計年鑑（平成7年） (PDF)
7. ↑  大阪府統計年鑑（平成8年） (PDF)
8. ↑  大阪府統計年鑑（平成9年） (PDF)
9. ↑  大阪府統計年鑑（平成10年） (PDF)
10. ↑  大阪府統計年鑑（平成11年） (PDF)
11. ↑  大阪府統計年鑑（平成12年） (PDF)
12. ↑  大阪府統計年鑑（平成13年） (PDF)
13. ↑  大阪府統計年鑑（平成14年） (PDF)
14. ↑  大阪府統計年鑑（平成15年） (PDF)
15. ↑  大阪府統計年鑑（平成16年） (PDF)
16. ↑  大阪府統計年鑑（平成17年） (PDF)
17. ↑  大阪府統計年鑑（平成18年） (PDF)
18. ↑  大阪府統計年鑑（平成19年） (PDF)
19. ↑  大阪府統計年鑑（平成20年） (PDF)
20. ↑  大阪府統計年鑑（平成21年） (PDF)
21. ↑  大阪府統計年鑑（平成22年） (PDF)
22. ↑  大阪府統計年鑑（平成23年） (PDF)
23. ↑  大阪府統計年鑑（平成24年） (PDF)
24. ↑  大阪府統計年鑑（平成25年） (PDF)
25. ↑  大阪府統計年鑑（平成26年） (PDF)
26. ↑  大阪府統計年鑑（平成27年） (PDF)
27. ↑  大阪府統計年鑑（平成28年） (PDF)
28. ↑  大阪府統計年鑑（平成29年） (PDF)
29. ↑  大阪府統計年鑑（平成30年） (PDF)
30. ↑  大阪府統計年鑑（令和元年） (PDF)
31. ↑  大阪府統計年鑑（令和2年） (PDF)